# ウィリアム・キング (第4代キング男爵)
第4代キング男爵ウィリアム・キング（英語: William King, 4th Baron King、1711年4月15日 – 1767年4月16日）は、グレートブリテン王国の貴族。ホイッグ党所属とされた。

## 生涯
初代キング男爵ピーター・キングとアン・セイズ（Anne Seys、1689年頃 – 1767年7月1日、リチャード・セイズの娘）の息子として、1711年4月15日に生まれ、セント・クレメント・デーンズで洗礼を受けた。
1754年3月22日に兄ピーターが死去すると、キング男爵の爵位を継承した。
1767年4月16日に生涯未婚のまま死去、24日にオッカムで埋葬された。弟トマスが爵位を継承した。